# BYD Tang
BYD Tang — модель кросовера від китайського виробника автомобілів BYD Auto. Модель названа на честь династії Тан, одного з найважливіших розділів історії Китаю. Він пропонується з різними варіантами двигунів, як plug-in hybrid, як електричний автомобіль або як транспортний засіб із двигуном внутрішнього згоряння.

## Перше покоління (2015—2018)

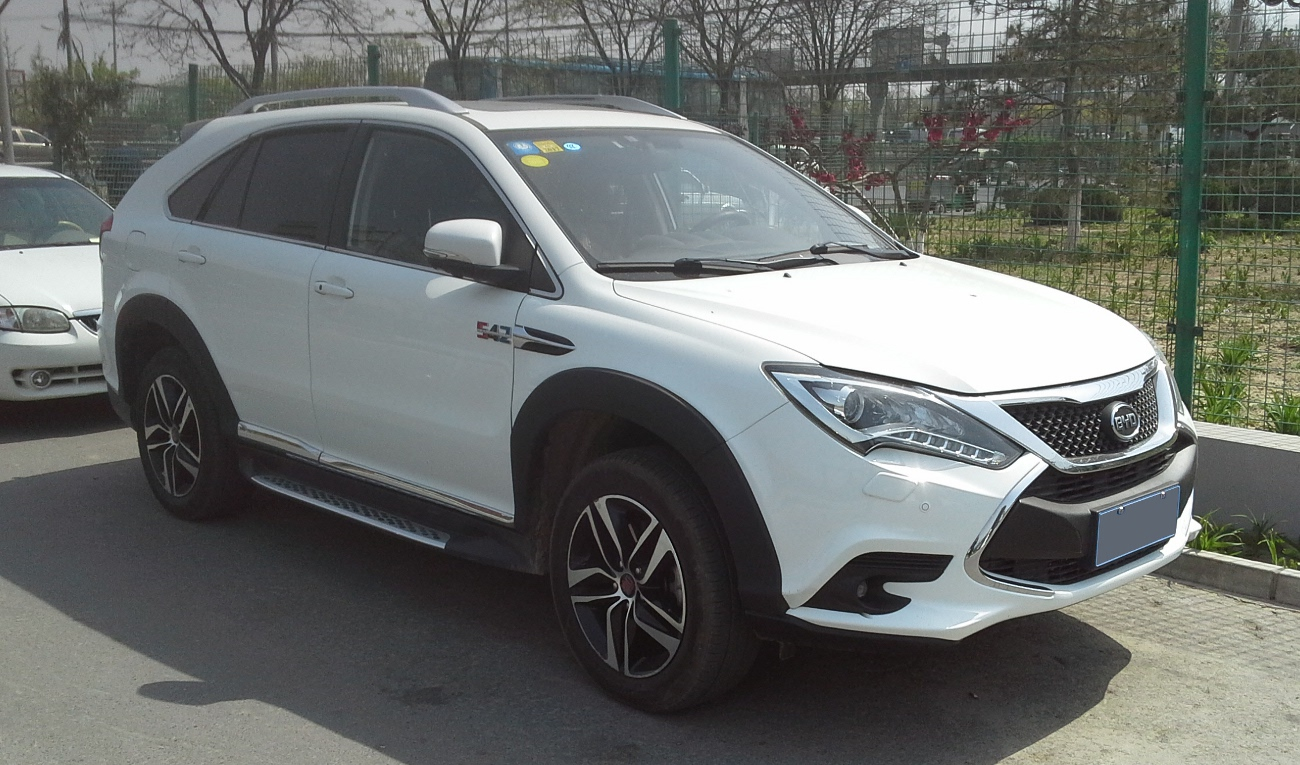
BYD Tang І

На автосалоні в Пекіні 2014 року дебютувало перше покоління кросовера BYD Tang з системою plug-in hybrid, розроблений на основі BYD S6. Літій-фосфатний акумулятор 18,4 кВт·год забезпечує можливість руху на електриці до 80 км.

### Двигун
- 2,0 л BYD487ZQA I4 (turbo) 202 к. с. + 2 електродвигуни по 150 к. с., акумулятор 18,4 кВт·год

## Друге покоління (з 2018)

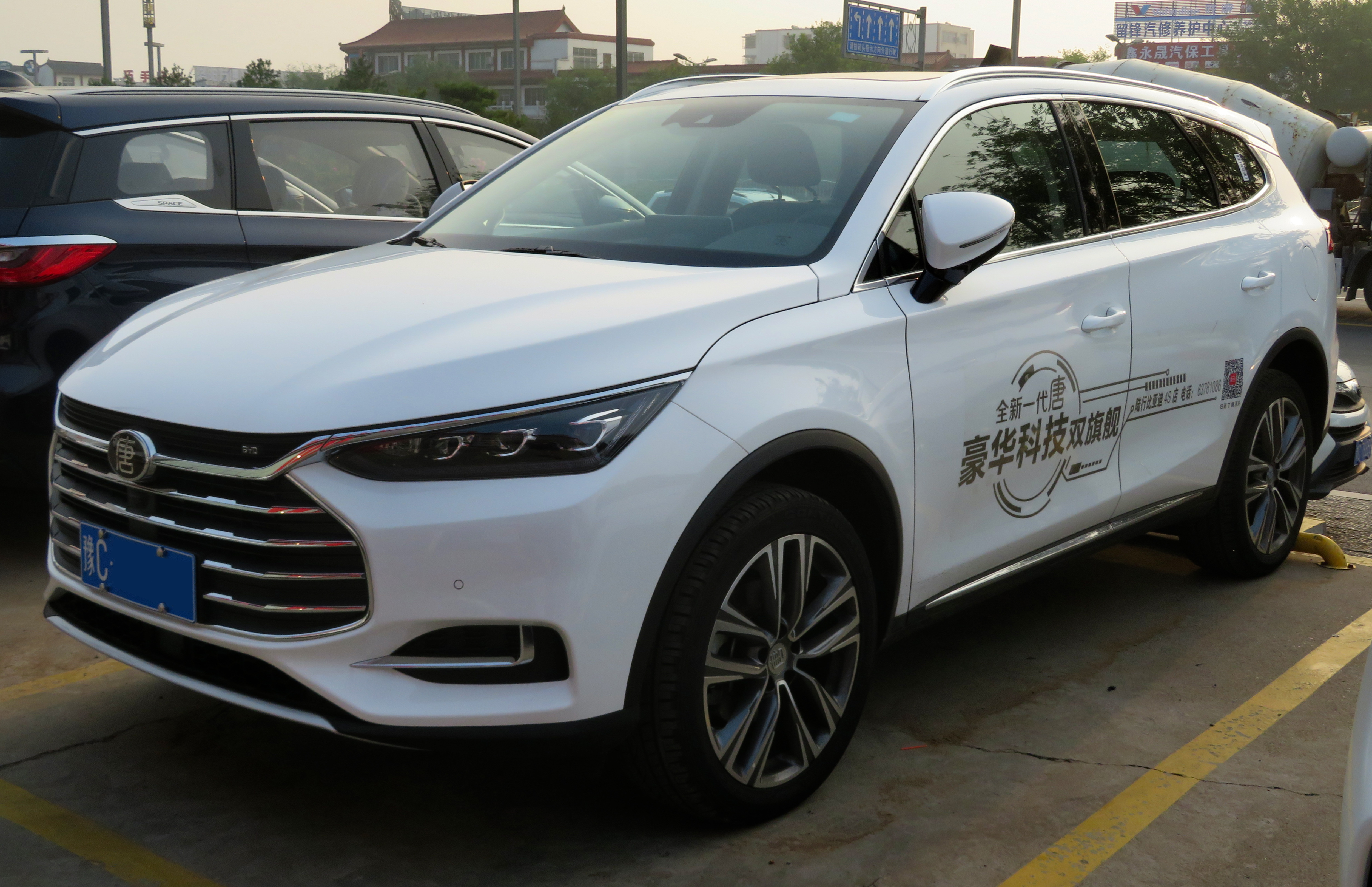
BYD Tang II

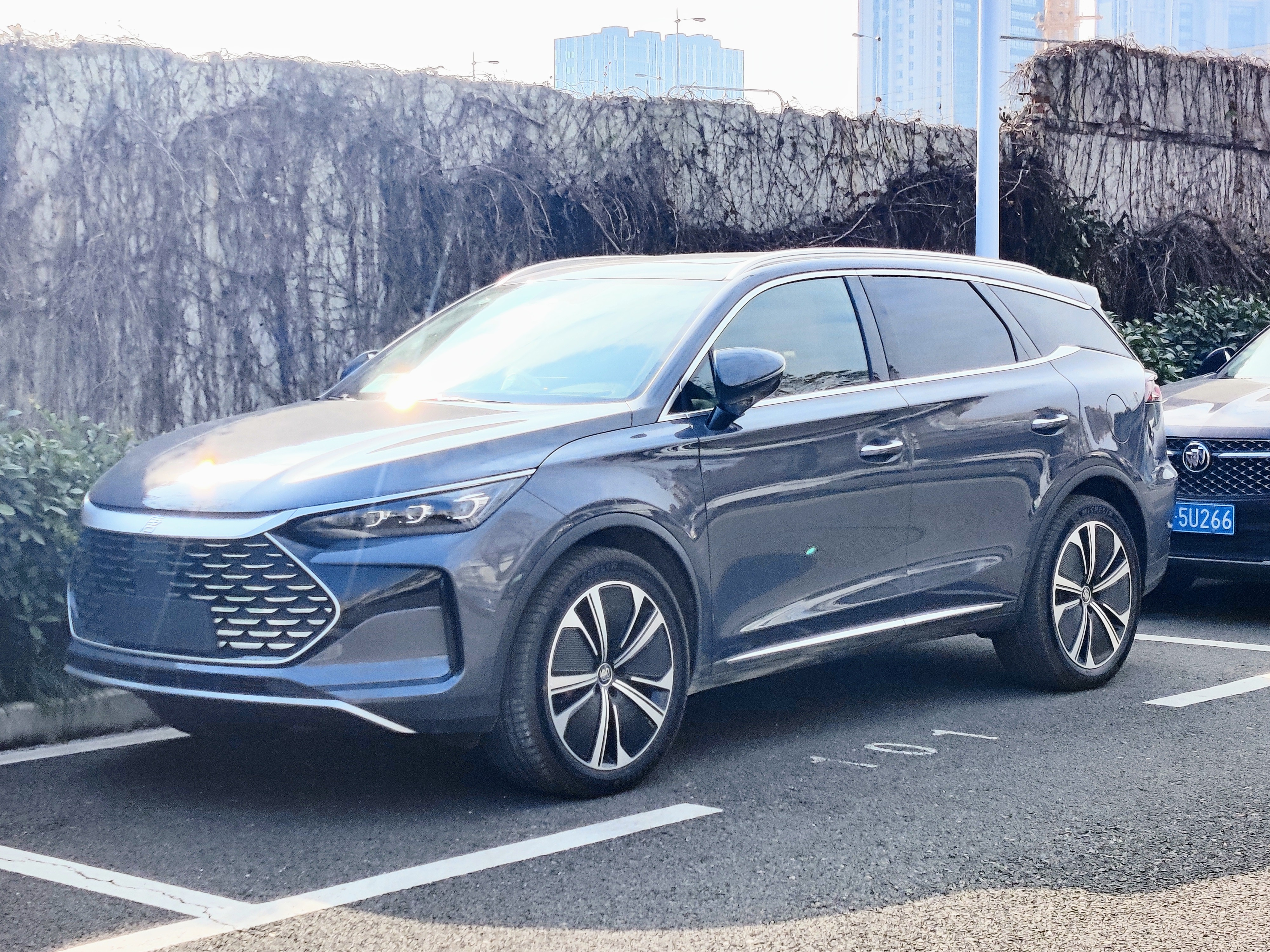
BYD Tang DM-p

Друге покоління Tang дебютувало на Auto China у квітні 2018 року і продається в Китаї з червня 2018 року. Автомобіль працює від гібридного приводу, відомого з попередньої моделі. BYD визначає електричну дальність їзди Tang DM від 80 до 100 кілометрів. Tang DM повинен розігнатися до 100 км/год за менше ніж 4,5 секунди. Машина довжиною 4,87 метра може мати п'ять чи сім місць у салоні. Також цікавий факт, що дизайн був створений під керівництвом Вольфганга Еггера, колишнього шеф-дизайнера компаній Alfa Romeo та Audi.
Друге покоління також доступне тільки з двигуном внутрішнього згоряння 2,0 л BYD487ZQA I4.

### EV600 і EV

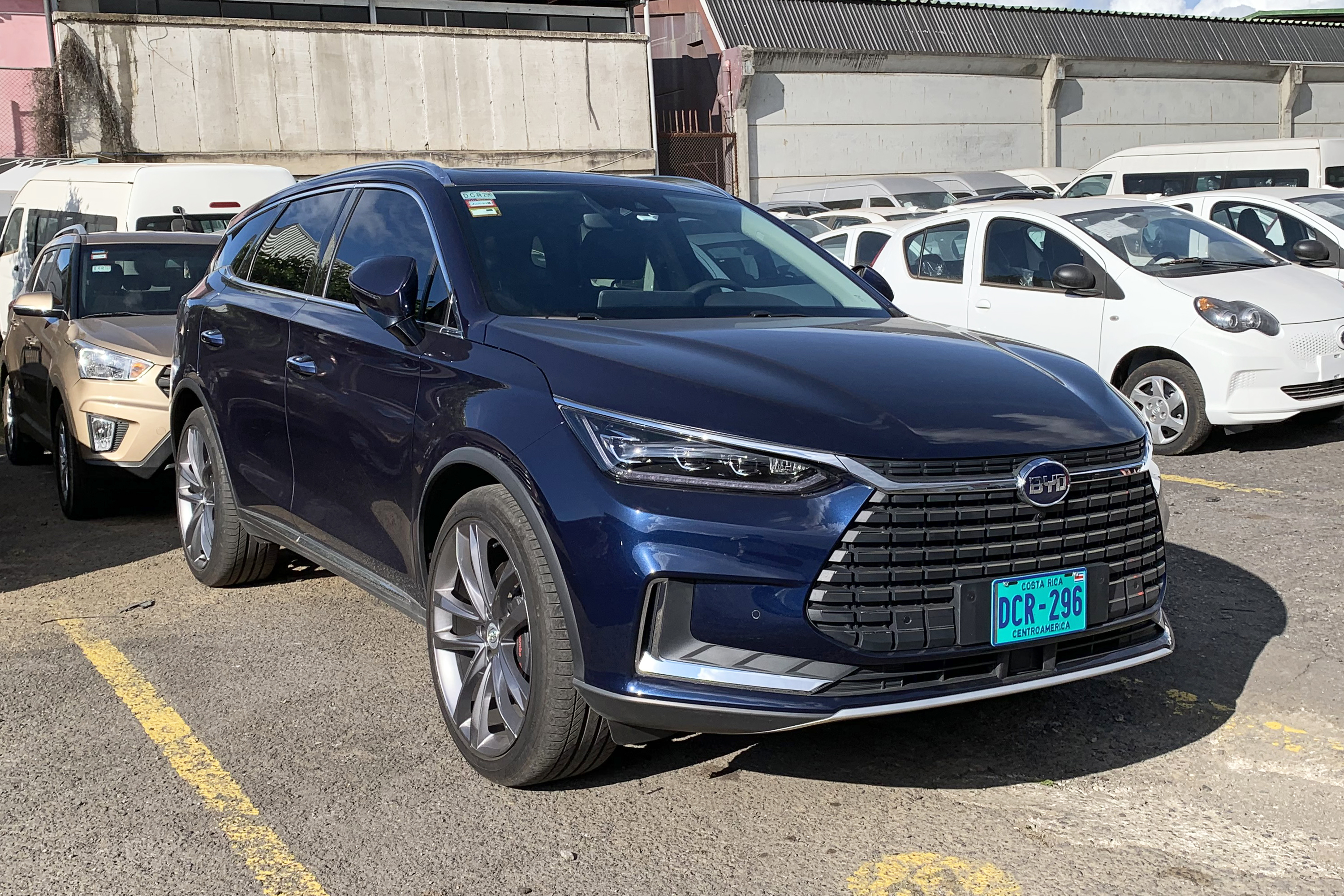
BYD Tang EV

Наприкінці листопада 2018 року на автосалоні в Ґуанчжоу була представлена повністю електрична версія Tang. Електричний кросовер пропонується з переднім або повним приводом.

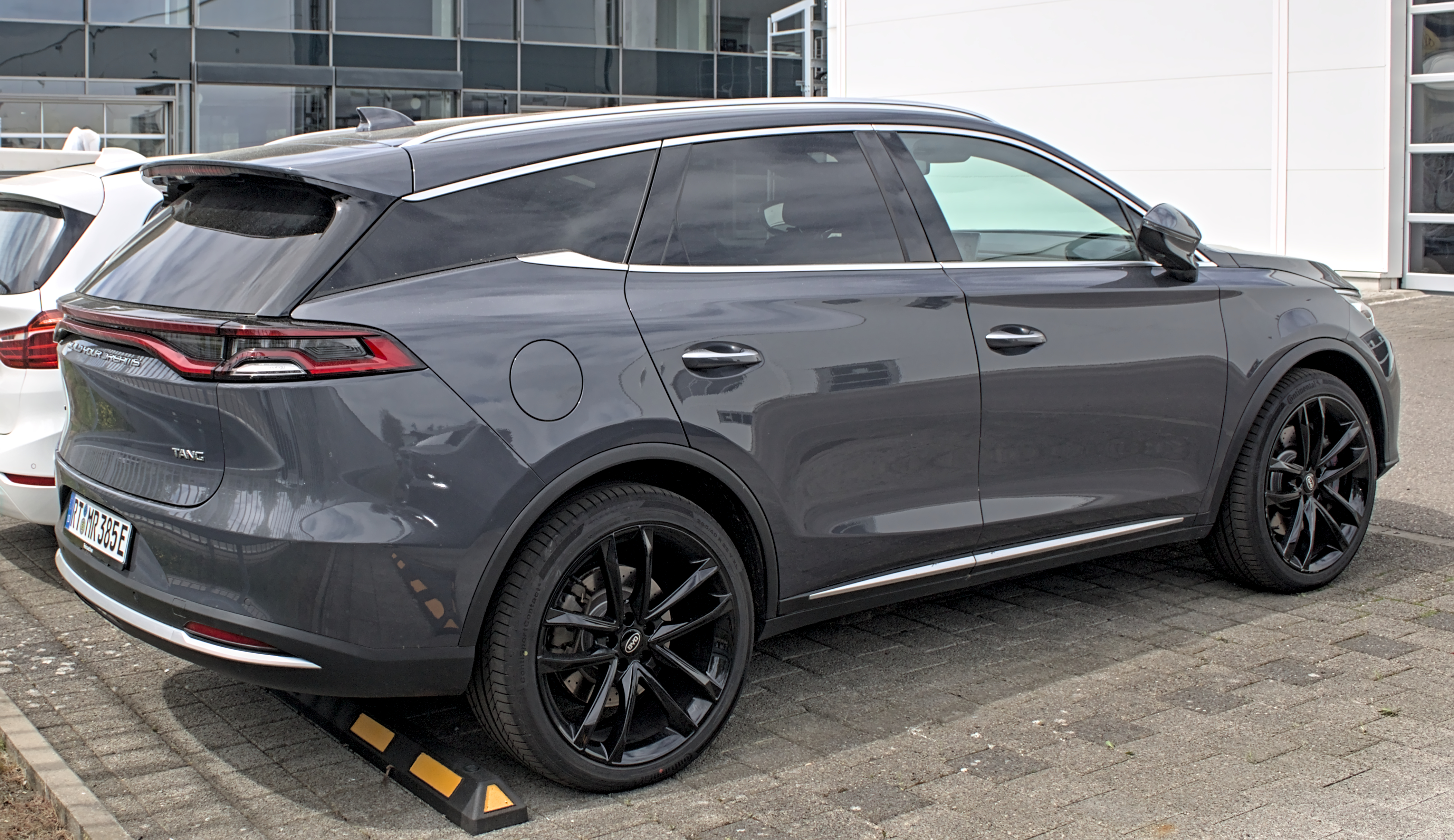

Tang EV600D має акумуляторну батарею потужністю 82,8 кВт·год, яка повинна забезпечувати дальність ходу до 600 км. Електрична версія EV600D поставляється з двома моторами сумарною потужністю 490 к. с. і 660 Н·м повинна розганятися до 100 км/год за 4,4 секунди, BYD визначає максимальну швидкість при 180 км/год.

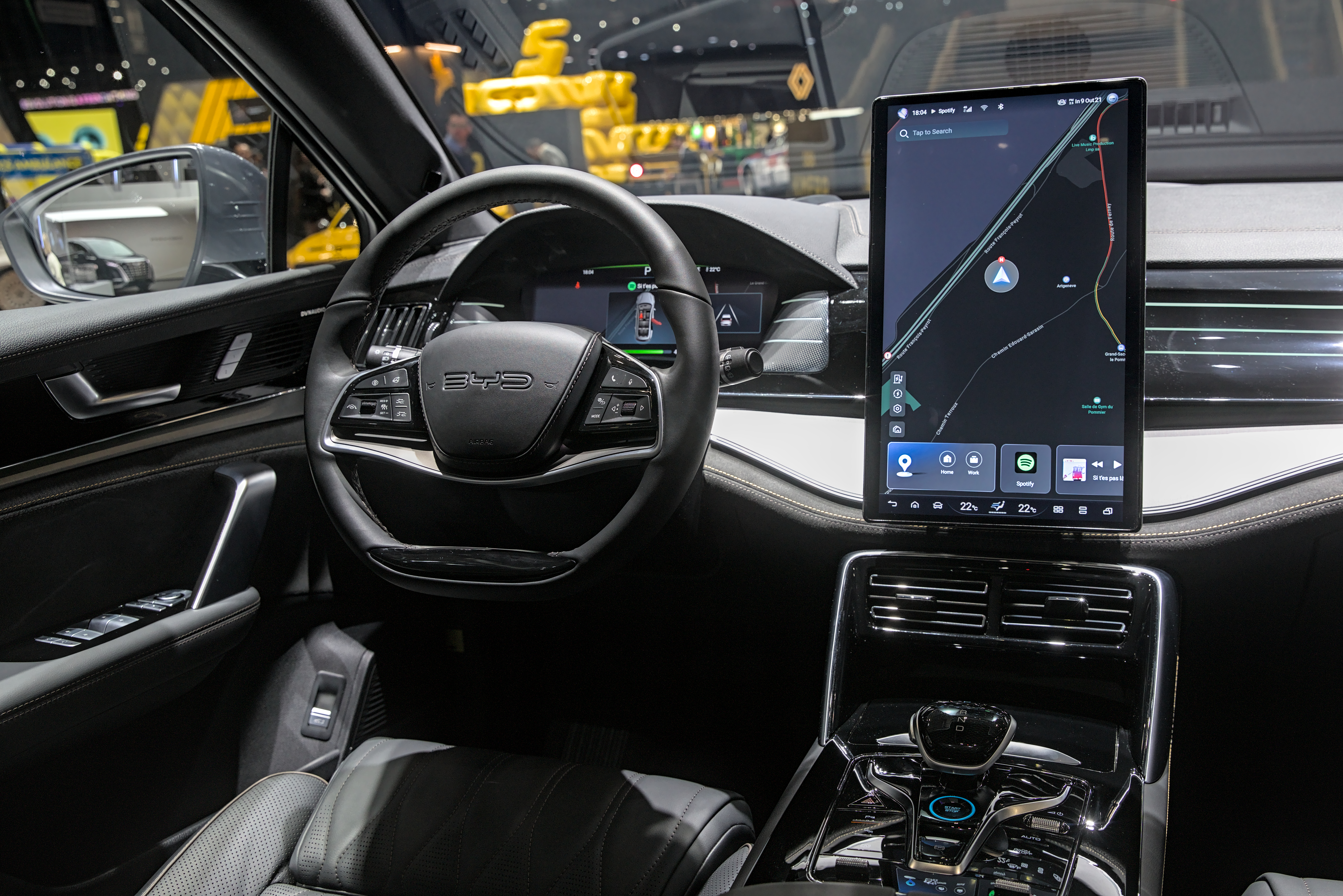

Існує і версія Tang EV600 з одним електродвигуном розташованим з переду потужністю 245 к. с. 330 Н·м, розгін 0—100 займає 8,5 с. Дальність ходу до 620 км.
Denza X на базі Тан була представлена на автосалоні в Ґуанчжоу в листопаді 2019 року.
У 2021 році відбулась модернізація Tang EV600, автомобіль отримав новий зовнішній вигляд, потужніші батареї 90,3/108,8 кВт·год і позначення Tang EV. 

### Двигуни
- 2,0 л BYD487ZQA I4 (turbo) 205 к. с., 320 Н·м
- 2,0 л BYD487ZQA I4 (turbo) 192 к. с. + електродвигун 245 к. с., акумулятор 18,4 кВт·год (DM)
- 2,0 л BYD487ZQA I4 (turbo) 205 к. с. + електродвигун 245 к. с., акумулятор 18,4 кВт·год (DM)
- 2,0 л BYD487ZQA I4 (turbo) 205 к. с. + 2 електродвигуни 150 к. с. та 245 к. с., акумулятор 18,4 або 22,3 кВт·год (DM)
- 1,5 л BYD476ZQA Ti I4 (turbo) 139 к. с. + електродвигун 197 к. с., акумулятор 9,98 кВт·год (DM) (DM-i)
- 1,5 л BYD476ZQA Ti I4 (turbo) 139 к. с. + електродвигун 218 к. с., акумулятор 21,5 кВт·год (DM) (DM-i)
- 1,5 л BYD476ZQA Ti I4 (turbo) 139 к. с. + 2 електродвигуни 218 к. с. та 272 к. с., акумулятор 45,8 кВт·год (DM-p)
- Електродвигун 228/245 к. с. 350 Н·м батарея 90,3/108,8 кВт·год (EV)
- Електродвигун 245 к. с. 330 Н·м батарея 82,8 кВт·год пробіг 620 км (EV600)
- 2 електродвигуни сумарно 490 к. с. 660 Н·м батарея 82,8 кВт·год пробіг 600 км (EV600D)
- 2 електродвигуни сумарно 517 к. с. 700 Н·м батарея 108,8 кВт·год (EV)

## Третє покоління (з 2025)

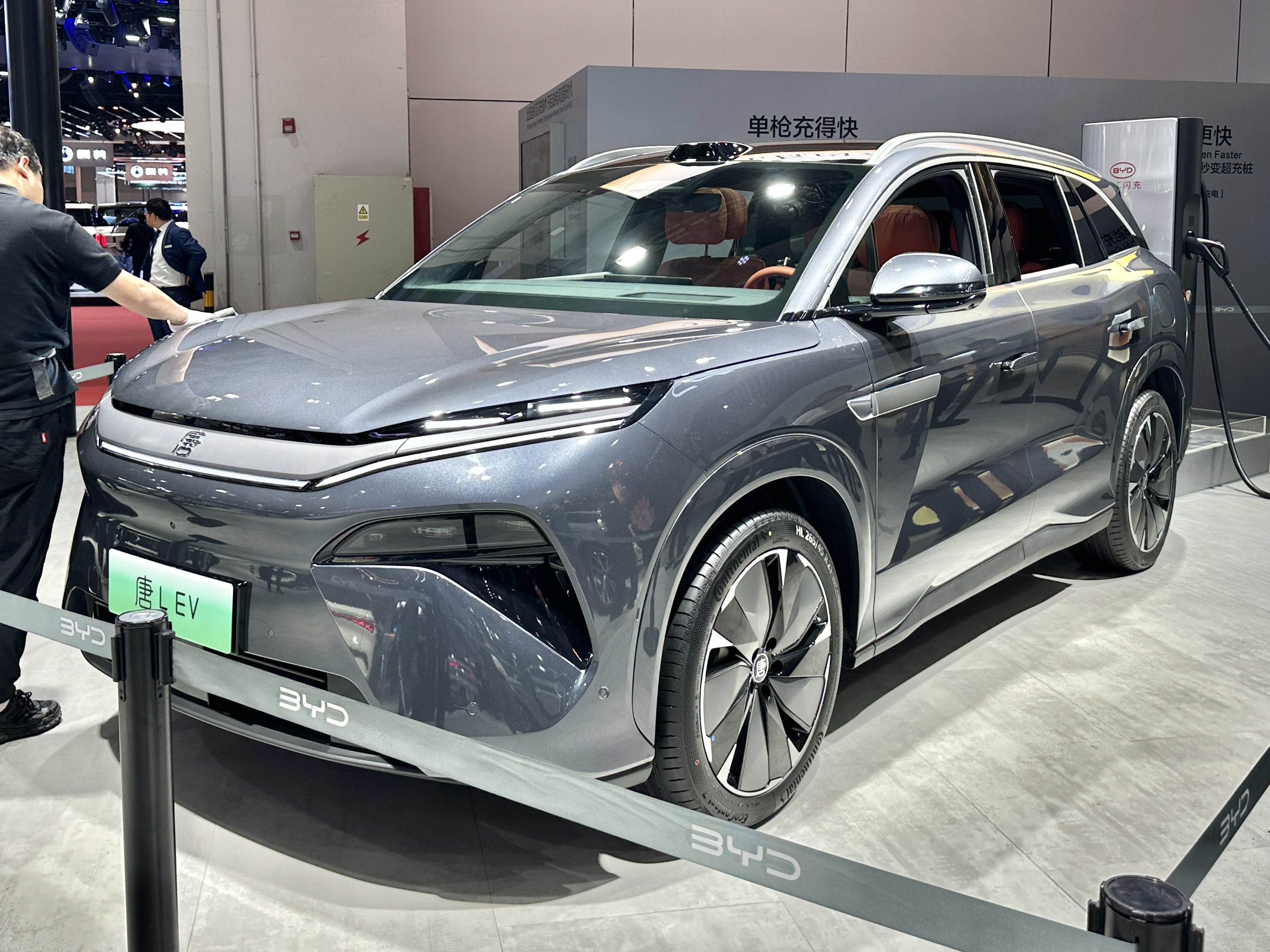
BYD Tang L

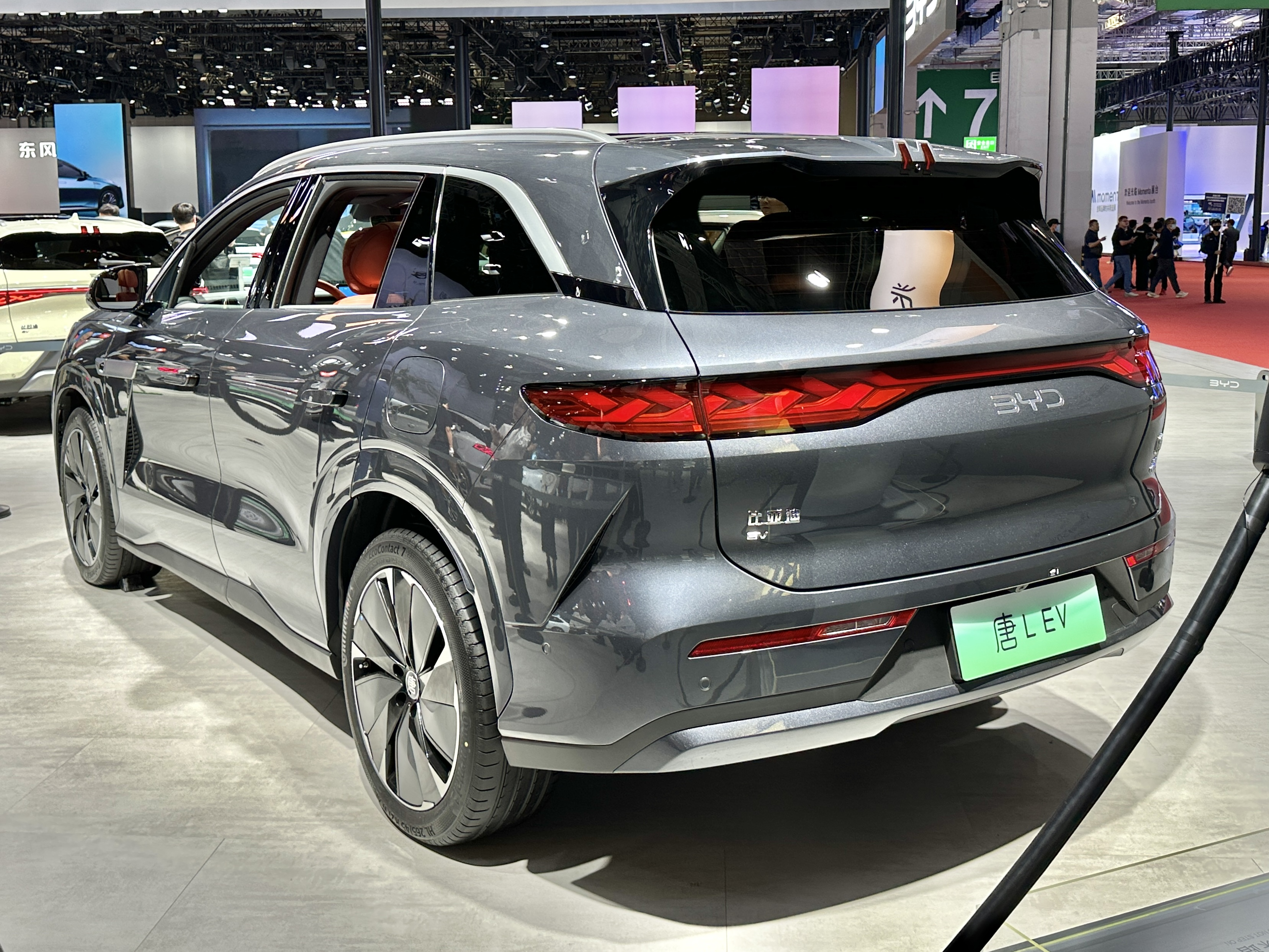
BYD Tang L

13 січня 2025 року Китайське Міністерство промисловості і інформаційних технологій (MIIT) сертифікувало та надало дозвіл на серійне виробництво флагманського кросовера BYD Tang L із лінійки Dynasty. Автомобіль пропонуватиметься у двох варіантах силових установок: гібридному та повністю електричному, причому обидва варіанти демонструють вражаючі технічні характеристики.
17 січня автомобіль представили спільно з Han L.  BYD Tang L має тонкі світлодіодні ходові вогні і фари, інтегровані в передній бампер, що надає йому трохи футуристичного вигляду. Габарити Tang L становлять 5040 мм завдовжки, 1996 мм завширшки і 1760 мм заввишки, з колісною базою 2950 мм. Це робить його значно більше стандартного кроссовера Tang.
Подібно до Han L, Tang L пропонує як задньопривідні, так і повнопривідні варіанти електричного силового агрегату. Повнопривідна версія має таку ж потужність 810 кВт (1085 к.с.). Це дає змогу Tang L забезпечити прискорення від 0 до 100 км/год за 3,9 секунди.

### Двигуни
- 1,5 л BYD472ZQB I4 (turbo)  (Tang L DM-i/DM-p)

- Електродвигун 670 к.с. батарея BYD Blade (EV)

- 2 електродвигуни сумарно 1085 к.с.  батарея BYD Blade (EV)

## Продажі
| рік  | Китай      | Китай   | Китай   | Китай   |
| рік  | Tang (ДВЗ) | Tang DM | Tang EV | всього  |
| ---- | ---------- | ------- | ------- | ------- |
| 2015 |            | 18,375  |         | 18,375  |
| 2016 |            | 31,405  |         | 31,405  |
| 2017 |            | 14,547  |         | 14,547  |
| 2018 | 27,211     | 34,867  |         | 62,078  |
| 2019 | 35,796     | 40,945  |         | 76,741  |
| 2020 | 13,991     | 21,029  | 563     | 35,583  |
| 2021 | 990        | 48,152  | 5,062   | 54,204  |
| 2022 | 9,625      | 116,312 | 23,824  | 149,761 |
| 2023 |            | 128,812 | 12,049  | 140,861 |